# 메타크릴릴-CoA
메타크릴릴-CoA(영어: methacrylyl-CoA) 또는 메타크릴릴 조효소A(영어: methacrylyl coenzyme A)는 발린의 대사 과정에서의 대사 중간생성물이다.

## 같이 보기
- 아이소뷰티릴-CoA